# L'Enlèvement (film, 1975)
Pour les articles homonymes, voir L'Enlèvement.
Pour plus de détails, voir Fiche technique et Distribution.
L'Enlèvement (Inside Out) est un film germano-britannique réalisé par Peter Duffell et sorti en 1975.

## Fiche technique
- Titre original : Inside Out
- Titres alternatifs : The Golden Heist, Ein genialer Bluff[1]
- Réalisation : Peter Duffell
- Scénario : Judd Bernard (en), Stephen Schneck
- Production : Peter Duffell
- Distribution : Warner Bros.
- Photographie : John Coquillon
- Musique : Konrad Elfers
- Montage : Thom Noble
- Genre : Comédie d'action
- Durée : 97 minutes
- Dates de sortie :
  - Royaume-Uni :19 octobre 1975
  - Allemagne de l'Ouest : 18 juin 1976
  - États-Unis : 1er janvier 1978, sur NBC sous le titre Hitler's Gold

## Distribution
- Telly Savalas (VF : Henry Djanik) : Harry Morgan
- Robert Culp (VF : Jean-Claude Michel) : Sylvester (Sly) Wells
- James Mason (VF : Jean Berger) : Ernst Furben
- Guenter Meisner : Hans Schmidt
- Aldo Ray (VF : Jacques Dynam) : le Master Sergeant Prior
- Adrian Hoven (VF : Claude Dasset) : le Dr Maar
- Wolfgang Lukschy (VF : Louis Arbessier) : Reinhardt Holtz
- Charles Korvin (VF : Philippe Dumat) : Peter Dohlberg
- Constantin De Goguel : le colonel Kosnikov
- Richard Warner (VF : Georges Atlas) : Wilhelm Schlager
- Don Fellows (VF : Jacques Deschamps) : le colonel de l'U.S. Army
- Doris Kunstmann (VF : Béatrice Delfe) : Erika Kurtz
- Lorna Dallas (VF : Tania Torrens) : Meredith Morgan
- Lutz Winter (VF : Albert Augier) : le vendeur de voitures